# Buffalo, Minnesota
Buffalo, Minnesota là một thành phố nằm ở quận Wright thuộc tiểu bang Minnesota, Hoa Kỳ. Thành phố có diện tích  km², dân số theo điều tra dân số năm 2000 của Cục điều tra dân số Hoa Kỳ là 10.097 người, dân số năm 2008 là 14.222 người.